# Ylä-Tarvojärvi
Ylä-Tarvojärvi eller Tarvojärvi är en sjö i Finland. Den ligger i kommunen Enare i landskapet Lappland, i den norra delen av landet, 1 000 km norr om huvudstaden Helsingfors. Ylä-Tarvojärvi ligger 205,7 meter över havet. Arean är 30,3 hektar och strandlinjen är 2,95 kilometer lång. Sjön  ingår i Pasvik älvs huvudavrinningsområde.   Omgivningarna runt Ylä-Tarvojärvi är i huvudsak ett öppet busklandskap.